# Octòlofos
Octòlofos (llatí Octoluphus) era una ciutat de Perrèbia a Tessàlia, a la que el rei Perseu de Macedònia es va retirar davant dels romans, i que tot seguit va ser ocupada pel cònsol Quint Marci Filip en la seva marxa cap a les muntanyes de l'Olimp l'any 169 aC.